# Barnaul
Barnaul (russisk: Барнау́л. tr. Barnaúl) er en by og administrativt center i Altaj kraj i Rusland. Den ligger ved floden Ob på den Vestsibiriske slette, omkring 3000 km øst for Moskva. Barnaul har 623.057 (2023) indbyggere.

## Historie
Barnaul er en af de ældste byer i Sibirien. Den blev grundlagt af den velstående Demidov-familie i 1730'erne. Beliggenheden blev valgt på grund af nærheden til de mineralrige Altajbjerge og beliggenheden ved en stor flod. Sammen med kobber, der oprindeligt tiltrak Demidoverne, blev der snart også fundet betydelige sølvreserver. I 1747 blev Demidov-fabrikkerne overtaget af den russiske stat og blev snart det største sølv-center i Rusland.
I 1700- og 1800-tallet blev 90% af alt russisk sølv produceret i Altajområdet. I Barnaul lå det største sølv-smelteværk, og byens befolkning øgede senere som produktionen ekspanderede. I 1771 fik byen tildelt byrettigheder, og var en af de største byer i Sibirien på den tid.
Inden 1900-tallet var Barnaul vokset til et betydeligt center for handel og kultur i regionen, specielt efter opførelsen af Turkestan – Sibirien-jernbanen.
Under 2. verdenskrig blev mange industrivirksomheder flyttet fra Ukraine og Ruslands vestlige dele og til Sibirien, deriblandt Barnaul, for at undslippe den tyske invasion. Som en arv fra denne tid har Barnaul endnu i dag en af de største ammunitionsfabrikker i Rusland.

## Økonomi
Barnaul er et vigtigt industrielt center i Sibirien. Der er over 100 industrivirksomheder i byen, med 120.000 ansatte. Blandt produkterne som produceres er diesel, udstyr og værktøj til metalindustri, dampkedler, dæk, teknisk karbon, borerigger og -maskiner, møbler, fodtøj og slebne diamanter.
Byens vigtigste handelsgade er Lenin-avenuen.

## Transport
Barnaul er tilknyttet det øvrige Rusland med flyruter, jernbaner, veje og flodbåde. Byen ligger omkring 200 km syd for Novosibirsk, Sibiriens største og Ruslands tredjestørste by. Barnaul er et knudepunkt for jernbanelinjerne fra Novosibirsk til Almaty og Bijsk. Der er også hyppige busforbindelser til de nærliggende byer Bijsk og Gorno-Altajsk. Det tager omkring fire timer med bil at komme til Altajbjergene i syd.
Barnaul Lufthavn ligger omkring en time fra bycenteret, og har daglige ruter til Moskva og Sankt Petersborg, og også mange mere lokale ruter. Der er også ruter til Vladivostok ved Stillehavet.
Alle dele af Barnaul er tilknyttet byens netværk af kollektivtransport, der omfatter busser, trolleybusser og taxier.

## Uddannelse og kultur
Barnaul er kendt som et videnskabeligt center i Sibirien. Byen har fem universiteter, herunder Ivan Polzunov Altaj statslige tekniske universitet, Barnaul statslige pædagogiske universitet, Altaj statslige medicinske universitet og Altaj statslige universitet.
Byen har også 35 biblioteker, fem teatre og tre museer. Byens lokalhistoriske museum blev grundlagt i 1823 og er et af Sibiriens ældste museer, med udstillinger af lokale kunstneres værker og unikke genstande fra Altaj-regionen, blandt andet.

## Galleri
- Hovedgaden i Barnaul set fra den nye bro over Ob.
- Barnauls byduma
- Altaj Dramateater
- Et gammelt træhus i Barnaul

## Venskabsbyer
Barnaul har fire venskabsbyer:
| - Flagstaff, USA - Zaragoza, Spanien | - Xinjiang, Kina - Ust-Kamenogorsk, Kasakhstan |